# 80 - 87
80 - 87 è una raccolta della hardcore punk band ferrarese Impact, che raccoglie tutto il materiale prodotto fra il 1980 ed il 1987.

## Tracce
1. Non puoi giudicare – 1:49
2. Morte chimica – 0:48
3. Processo di vita – 1:42
4. Ribellione – 2:04
5. Eroi – 1:39
6. Delitto legale – 1:45
7. Solo odio – 1:28
8. Sulla loro croce – 1:38
9. La vostra violenza – 1:21
10. L'uomo procede – 1:33
11. Non c'è pace per noi – 2:27
12. Alienazione sistematica – 1:14
13. Realtà mutabili – 1:44
14. L'odio cresce ancora – 1:18
15. La tua eterna illusione – 1:36
16. Deboli ai vostri occhi – 2:12
17. Dolci sensazioni – 2:11
18. L'uomo procede (the man goes on) – 1:33
19. Polizia – 1:35
20. Governo – 1:07
21. Dolci sensazioni / Ancora – 2:34
22. La lettera – 3:12
23. Giustizia – 1:06
24. Cadaveri – 0:43
25. Dio salvi il vaticano – 2:46
26. Governo – 1:30
27. Giustizia – 1:31
28. La lettera – 3:53
29. Ambizioni – 1:37
30. Polizia – 2:18
31. Alzati e scuotiti – 2:32
32. No potere – 1:18
33. No al servizio militare – 1:37
34. Camici bianchi – 2:28
35. Untitled – 1:08
36. Untitled – 3:35